# Plexaura
Plexaura is een geslacht van neteldieren uit de klasse van de Anthozoa (bloemdieren).

## Soorten
- Plexaura aggregata Nutting, 1910
- Plexaura arbuscula Duchassaing, 1850
- Plexaura atra (Verrill, 1901)
- Plexaura attenuata Nutting, 1910
- Plexaura capoblancoi Stiasny, 1936
- Plexaura corticosa Duchassaing & Michelotti, 1860
- Plexaura dubia Kölliker, 1865
- Plexaura edwardsi Moser, 1921
- Plexaura ehrenbergi Kölliker, 1865
- Plexaura esperi Verrill, 1907
- Plexaura flava Nutting, 1910
- Plexaura flavida (Lamarck, 1815)
- Plexaura flexuosula Kükenthal, 1917
- Plexaura fusca Duchassaing & Michelotti, 1860
- Plexaura hartmeyeri Moser, 1921
- Plexaura homomalla (Esper, 1792)
- Plexaura kukenthali Moser, 1921
- Plexaura kuna Lasker, Kim & Coffroth, 1996
- Plexaura laevigata Moser, 1921
- Plexaura miniacea Ehrenberg, 1834
- Plexaura nina Bayer & Deichmann, 1958
- Plexaura pinnata Nutting, 1910
- Plexaura porosa (Esper, 1794)
- Plexaura racemosa Valenciennes, 1855
- Plexaura ramosa Moser, 1921
- Plexaura turgida (Ehrenberg, 1834)
- Plexaura valenciennesi Wright & Studer, 1889
- Plexaura volvata Kunze, 1917